# Bogatyriewo
Bogatyriewo (ros. Богатырево) – wieś (sieło) w Rosji, w obwodzie iwanowskim, w rejonie tiejkowskim. W 2010 liczyła 48 mieszkańców.